# Livsstilsmagasin

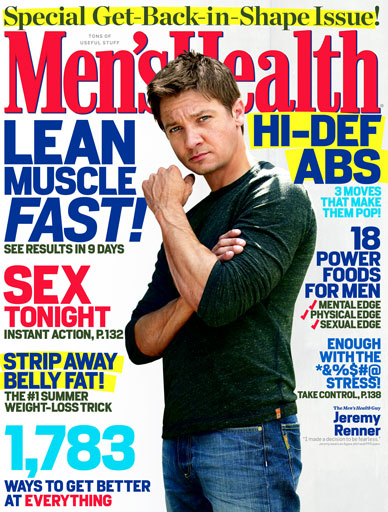
Men's Health, som utges av Rodale Press, är ett internationellt livsstilsmagasin för män.

Ett livsstilsmagasin är en tidskrift med allmän inriktning på hobby, livsstil och underhållning. Vanliga ämnen är mode, mat, inredning och kändisar.
Livsstilsmagasin har ofta en tydlig målgrupp, definierad exempelvis av kön (herrtidningar och damtidningar) och ålder.